# MICA
MICA (Missile d'Interception, de Combat et d'Auto-défense) is een Franse lucht-luchtraket tot 100 km voor de Mirage 2000 en de Dassault Rafale. Er zijn ook varianten luchtdoelraket vanop land, vanop zee of vanuit een onderzeeboot.

## Geschiedenis
Rond 1980 stelden de Verenigde Staten voor dat de Europese Unie een lucht-luchtraket voor korte afstand AIM-132 ASRAAM zou ontwikkelen om de AIM-9 Sidewinder te vervangen, terwijl zij een lucht-luchtraket van middellange afstand AIM-120 AMRAAM zouden ontwikkelen om de AIM-7 Sparrow te vervangen.
Frankrijk ontwikkelde liever zelf een lucht-luchtraket voor zowel middellange als korte afstand. De radargeleide MICA EM vervangt de Matra R530 voor middellange afstand en de infraroodgeleide MICA IR vervangt de Matra R550 Magic 2 voor korte afstand.
In 1992 werd de eerste MICA gelanceerd en in 1996 ging hij in dienst.
De ontwikkeling kostte €1.674.000.000.
Tot 2012 kreeg de Franse luchtmacht 540 MICA EM en 570 MICA IR.
In 1995 besliste Frankrijk om de MBDA Meteor te ontwikkelen voor lange afstand om vanaf 200 km afstand een airborne warning and control system of tankvliegtuig uit te schakelen. 
In 2012 werden de eerste gebouwd en in 2018 gingen ze in dienst.
Een Rafale M02 met Thales RBE2 radar vanaf de Charles de Gaulle (schip, 2001) testte zowel de MICA als de MDBA Meteor.

## Technische eigenschappen
MICA is ontworpen voor lage stromingsweerstand.
Een vastebrandstofmotor stuwt de MICA voort.
Tijdens de vlucht gebruikt MICA traagheidsnavigatie. Nabij het doelwit zoekt hij zelf zijn doel met radar of infrarood.
Geleiding met radar is geschikter voor middellange afstand en geleiding met infrarood is geschikter voor korte afstand.
Eind 2010 meldde MBDA een trefkans van 93% na 240 testlanceringen.
De piloot kan de MICA lanceren in 4 modes:
1. In mode 1 middellange afstand stelt de piloot het doelwit tijdens de vlucht bij over een datalink lock-on after launch
2. In mode 2 middellange afstand ligt het doelwit vast bij lancering en stuurt de raket zichzelf bij vlakbij het doelwit lock-on after launch
3. In mode 3 korte afstand richt de piloot de raket met zijn helm nadat ze gelanceerd is lock-on after launch.
4. In mode 4 korte afstand richt de pilot de raket voor ze gelanceerd wordt lock-on before launch.

## Productie
- MBDA bouwt de MICA in de fabriek te  Selles-Saint-Denis.[2]
- Thales Groep maakt de radarzoeker AD-4A in de Ku-band.
- Safran maakt de infraroodzoeker. Hij werkt met twee golflengtes infrarood, wat toelaat een doelwit van een lokvogel te onderscheiden.
- TDA Armements maakt de springkop.

## Varianten

### MICA EM
Met radar geleid, in dienst vanaf 1996 op de Mirage 2000.
Op 11 juni 2007 lanceerde een Dassault Rafale een MICA EM.

### MICA IR
Geleid met infrarood. Kwam in dienst in 2000.

### MICA NG
De MICA NG (Nouvelle Génération) in 2025 zijn 567 raketten besteld voor levering van 2026 tot 2031. Hij bevat geen Amerikaans onderdeel en valt dus niet onder de Amerikaanse beperking International Traffic in Arms Regulations (ITAR). De elektronische componenten zijn kleiner en daardoor het bereik iets groter: 100 km.

### VL-MICA

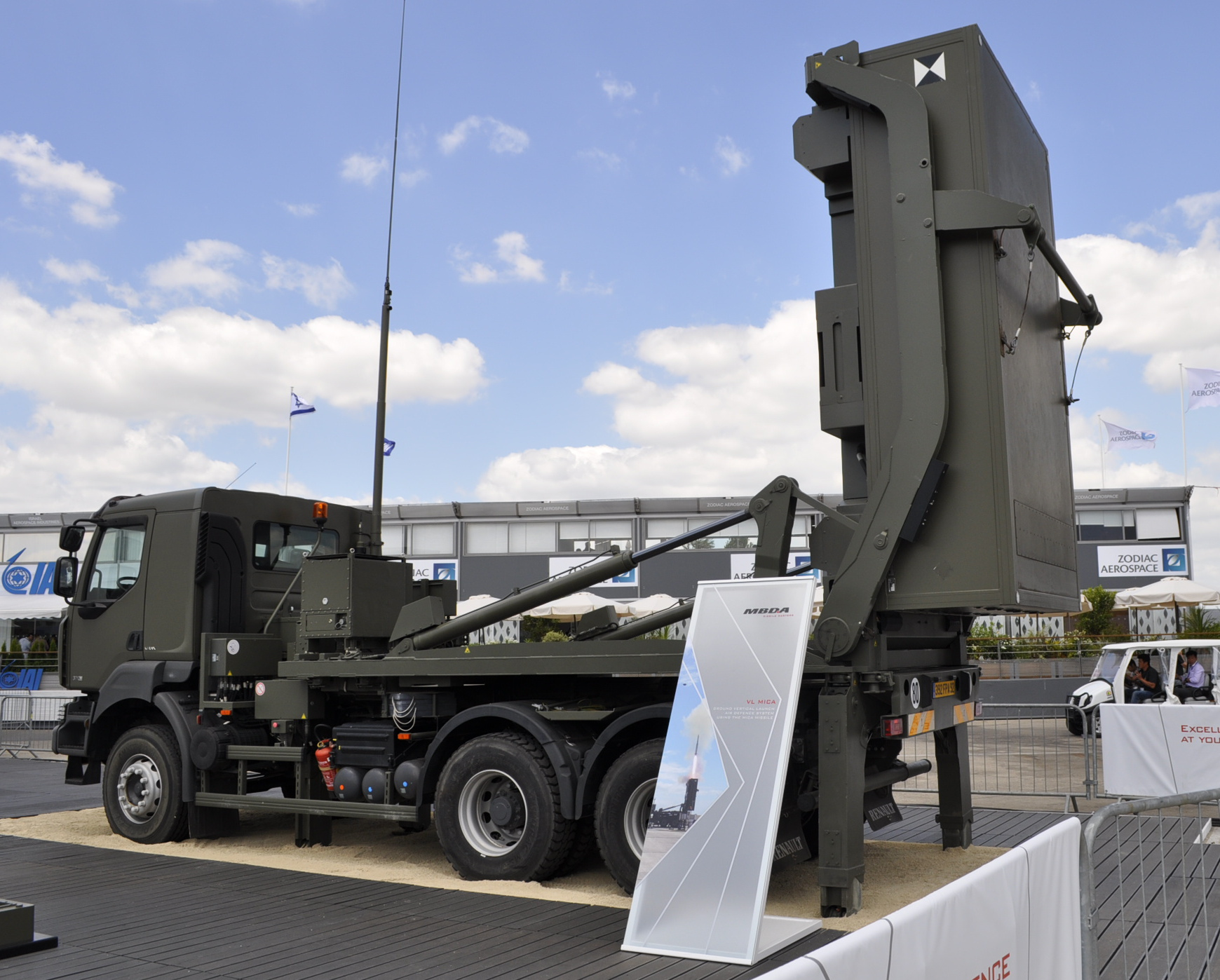
Lanceerinstallatie voor de VL-MICA op de Paris Air Show 2015.

VL-MICA Vertical Launch MICA is een luchtdoelraket voor lancering vanaf de grond of vanaf een schip.
Hij is in februari 2000 voorgesteld te Singapore.
In december 2001 is hij getest.
Hij is geschikt tegen alle luchtdoelen, behalve ballistische raketten.
Een landversie bestaat uit:
- een vrachtwagen voor commando en vuurleiding
- een vrachtwagen met de Ground Master 200 radar van Thales Groep
- twee tot zes vrachtwagens met lanceerinrichtingen

In 2024 zijn 2 landversies geleverd aan het Franse leger, 9 zijn besteld tegen 2030 en 12 tegen 2035 om de Crotale te vervangen.
De marine versie werkt met de radar van het schip en lanceert vanuit een container.

### A3SM
Een onderzeeboot kan de MICA A3SM van Naval Group lanceren vanuit een torpedobuis.

## Gebruikers
- Frankrijk

Franse luchtmacht : 370 MICA-EM geleverd van 1999 tot 2008 en 730 MICA-IR geleverd van 2004 tot 2012
1100 MICA in 2012 voor de Mirage 2000 en de Dassault Rafale
In 2018 beslist om 300 MICA naar MICA NG op te waarderen en 200 MICA NG besteld tegen  2026.
In 2021 zijn 367 MICA NG besteld tegen 2028 - 2031 om tot 567 MICA NG te komen voor de Mirage 2000 en Dassault Rafale.
De 56 eerste opgewaardeerde MICA NG zijn geleverd in 2022
In januari 2024 werd aangekondigde dat de Crotale tegen 2035 vervangen worden door 12 VL-MICA. Twee eerste Crotale zijn in juni 2024 geschonken aan Oekraïne nadat ze de Olympische Zomerspelen 2024 beveiligd hebben.
- Saoedi-Arabië

Koninklijke Saoedische Marine: 120 VL-MICA besteld in 2018, 95 geleverd in 2022 en 2023 voor de korvetten van de Al Jubail-klasse
Nationale Saoedische Garde: 250 VL-MICA geleverd in 2018 en 2019
- Botswana

Krijgsmacht van Botswana: 50 VL-MICA besteld in 2016 en geleverd in 2020.
- Kroatië

Kroatische luchtmacht : MICA voor 12 Dassault Rafale vanaf april 2024.
- Egypte

Egyptische luchtmacht : 150 MICA geleverd van 2015 tot 2019 voor de Dassault Rafale.
Egyptische marine : 100 VL-MICA geleverd van 2017 tot 2023 voor 16 lanceerinrichtingen op korvetten van de Gowind-klasse.
Tussen 2022 en 2023 zijn 200 VL-MICA NG geleverd voor de fregatten van de Meko-klasse.
- Verenigde Arabische Emiraten

Luchtmacht van de Verenigde Arabische Emiraten: 500 MICA geleverd van 2003 tot 2007 voor de Mirage 2000.
Marine van de Verenigde Arabische Emiraten: 20 VL-MICA geleverd in 2013 voor zes lanceerinrichtingen op patrouilleboten van de Falaj-klasse.
25 MICA-NG geleverd in 2023 voor 16 lanceerinrichtingen op korvetten van de Gowind-klasse.
Eerst zouden dat RIM-162 Evolved Sea Sparrow Missile worden, maar de Verenigde Staten weigerden de exportvergunning vanwege plannen voor een Chinese legerbasis.
- Georgië

Krijgsmacht van Georgië : In 2015 VL-MICA besteld.
- Griekenland

Griekse luchtmacht : 100 MICA EM geleverd in 2003 en 2004, 100 MICA IR in 2006 voor de  Mirage 2000.
- India

Indiase luchtmacht : 493 MICA EM en MICA IR geleverd van 2014 tot 2021
voor de Mirage 2000. Getest in september 2016.
Indiase marine : A3SM MICA voor de onderzeeboten van de Kalvari-klasse.
- Indonesië

Indonesische marine : 40 MICA geleverd in 2019 en 2020.
- Marokko

Koninklijke Marokkaanse luchtmacht : 150 MICA IR en MICA EM geleverd in  2011.
Koninklijk Marokkaans leger : 200 VL-MICA besteld in 2020 voor twee batterijen, 100 geleverd in 2022.
Koninklijke Marokkaanse marine : Sinds 2012 staat de VL-MICA op de fregatten van de Sigma-klasse.
- Oman

Marine van het Sultanaat Oman: 60 MICA geleverd in 2013 en 2014.
Sinds 2010 staat de VL-MICA op de korvetten van de Khareef-klasse van de koninklijke marine van Oman. 
Koninklijke Garde van Oman: 50 MICA geleverd in 2012
- Qatar

Luchtmacht van Qatar: 100 MICA EM geleverd tussen 1997 en 1999 voor de Mirage 2000. 150 MICA EM en 150 MICA IR geleverd in 2019 en 2020 voor de Dassault Rafale.
Marine van Qatar: 30 VL-MICA geleverd in 2022 voor 8 lanceerinrichtingen op patrouilleboten van de Musherib-klasse.
- Singapore

Marine van Singapore: 150 VL-MICA geleverd tussen 2017 en 2019 voor 12 lanceerinrichtingen op de korvetten van de Independence-klasse.
- Taiwan

Luchtmacht van de Republiek China: 960 MICA EM geleverd tussen 1996 en 1998 voor de Mirage 2000.
Op 8 mei 1998 vernietigde Taiwan een onbemand luchtvaartuig op 67 km afstand.
In januari 2024 bestelde Taiwan wisselstukken.
- Thailand

Koninklijk Thais leger: 50 VL-MICA geleverd in 2018.
- Oekraïne

Oekraïense luchtmacht : MICA onder de Mirage 2000 in 2025 geleverd door Frankrijk.
Oekraïense marine: VL-MICA op de korvetten van de Ada-klasse.
- Bulgarije

Bulgaarse marine: 8 VL-MICA besteld in 2022 voor 8 lanceerinrichtingen op korvetten van type MMPV 90.
- Colombia

Nationale Colombiaanse marine: VL-MICA NG besteld in 2023 voor 12 lanceerinrichtingen op fregatten van de Sigma-klasse.
- Maleisië

Koninklijke Maleisische marine: 150 VL-MICA besteld in 2015 voor 12 lanceerinrichtingen op fregatten van de Maharaja Lela-klasse.
- Filipijnen

Filipijnse marine: VL-MICA gekozen voor de fregatten van de Miguel Malvar-klasse.

## Inzet
Een Mirage 2000 van het Franse jachteskader 3/11 heeft met MICA een tiental onbemande luchtvaartuigen van de Houthi's neergeschoten boven de Rode Zee.
Op 7 maart 2025 heeft een door Frankrijk geschonken Oekraïense Mirage 2000 tijdens de Russische invasie van Oekraïne sinds 2022  met een MICA een Russisch kruisvluchtwapen Ch-101 neergehaald.